# آدام وید (خواننده)
آدام وید (انگلیسی: Adam Wade; ۱۷ مارس ۱۹۳۵ – ۷ ژوئیهٔ ۲۰۲۲) خواننده، بازیگر، بازیگر تئاتر، و بازیگر تلویزیون اهل ایالات متحده آمریکا بود.
از فیلم‌ها یا برنامه‌های تلویزیونی که وی در آن نقش داشته‌است می‌توان به کلودین اشاره کرد.